# Flagellaria
Flagellaria, rod biljaka jednosupnica iz reda travolike koja čini sdamostalnu porodicu Flagellariaceae. Pripada mu pet priznatih vrsta koje rastu po topskim i suptropskim krajevima Azije, Afrike, Australije i otocima Pacifika i Indijskog oceana.
U porodicu su nekada uključivani i rodovi Susum (Hanguana), danas u samostalnoj porodici Hanguanaceae (red Commelinales) i Veratronia s jednom vrstom, danas priznatoj pod imenom Hanguana malayana

## Vrste
1. Flagellaria collaris Wepfer & H.P.Linder
2. Flagellaria gigantea Hook.f.
3. Flagellaria guineensis Schumach.
4. Flagellaria indica L.
5. Flagellaria neocaledonica Schltr.